# Det Indiske Ocean
Det Indiske Ocean er det tredjestørste havområde på Jorden og regnes for et af verdenshavene. Det dækker cirka 20 procent af jordens vandoverflade. Oceanet er afgrænset mod nord af Sydasien, mod vest af den Arabiske Halvø og Afrika, mod øst af den Malayiske Halvø, Sundaøerne og Australien, og mod syd af det Sydlige Ishav.
Det Indiske Ocean er adskilt fra Atlanterhavet af 20° øst-meridianen syd for Afrika, og fra Stillehavet af 147° øst-meridianen syd for Tasmanien. Det nordligste punkt er omtrent 30° nord i den Persiske Bugt. Oceanet er næsten 10.000 km bredt fra Afrikas sydspids til Australiens sydspids. Arealet er 73.556.000 km² inkl. det Røde Hav og den Persiske Bugt, og rumfanget er anslået til 292.131.000 km³. Den største dybde er 7.288 meter.
Følgende østater ligger i det Indiske Ocean: Madagaskar (verdens 4. største ø), Comorerne, Seychellerne, Maldiverne, Mauritius, Sri Lanka. Derudover findes for eksempel øerne Reunion, Rodrigues Ø, Kokosøerne, Juleøen og i det sydlige: Amsterdam Ø, Crozet samt Sankt Paul.
Vigtige floder som udmunder i det Indiske Ocean er: Zambezi, Shatt al-Arab (med tilløb af Eufrat og Tigris), Indus, Ganges, Brahmaputra og Irrawaddy.
Vigtige havnebyer ved det Indiske Ocean er: Kolkata (tidligere Calcutta) (Indien), Chennai (tidligere Madras, Indien), Colombo (Sri Lanka), Durban (Sydafrika), Jakarta (Indonesien), Karachi (Pakistan), Fremantle (Australien), Mumbai (tidligere Bombay, Indien).
For delområder med selvstændige navne se: Andamanhavet, det Arabiske Hav, den Bengalske Bugt, den Australske bugt, Adenbugten, Omanbugten, Mozambique-kanalen, dem Persiske Bugt, det Røde Hav, samt stræderne Bab el-Mandeb, Hormuzstrædet, Malakkastrædet, Lombokstrædet.
Den 26. december 2004 skabte et jordskælv i det Indiske Ocean med et epicenter ud for Sumatra en tsunami, der ramte kystområderne på Sumatra, Thailand, Indien, Sri Lanka og Somalia.